# Плавання на Чемпіонаті світу з водних видів спорту 1991
Змагання з плавання на Чемпіонаті світу з водних видів спорту 1991 відбулися на Клермонт-Супердромі в Перті (Австралія).

## Таблиця медалей
*   Країна-господарка ( Австралія)
| Місце                | Країна                | Золото | Срібло | Бронза | Загалом |
| -------------------- | --------------------- | ------ | ------ | ------ | ------- |
| 1                    | США (USA)             | 13     | 7      | 3      | 23      |
| 2                    | Угорщина (HUN)        | 5      | 2      | 1      | 8       |
| 3                    | Німеччина (GER)       | 4      | 9      | 7      | 20      |
| 4                    | КНР (CHN)             | 4      | 1      | 1      | 6       |
| 5                    | Австралія (AUS)*      | 2      | 5      | 1      | 8       |
| 6                    | СРСР (URS)            | 1      | 1      | 5      | 7       |
| 7                    | Італія (ITA)          | 1      | 1      | 4      | 6       |
| 8                    | Іспанія (ESP)         | 1      | 0      | 1      | 2       |
| 9                    | Суринам (SUR)         | 1      | 0      | 0      | 1       |
| 10                   | Франція (FRA)         | 0      | 2      | 1      | 3       |
| 11                   | Велика Британія (GBR) | 0      | 1      | 1      | 2       |
| 11                   | Нідерланди (NED)      | 0      | 1      | 1      | 2       |
| 11                   | Японія (JPN)          | 0      | 1      | 1      | 2       |
| 14                   | Канада (CAN)          | 0      | 1      | 0      | 1       |
| 14                   | Швеція (SWE)          | 0      | 1      | 0      | 1       |
| 16                   | Данія (DEN)           | 0      | 0      | 2      | 2       |
| 16                   | Польща (POL)          | 0      | 0      | 2      | 2       |
| Загалом (17 збірних) | Загалом (17 збірних)  | 32     | 33     | 31     | 96      |

## Медальний залік

### Чоловіки
| Дисципліна                      | Золото                                                                           | Срібло                                                                                 | Бронза                                                                                  |
| ------------------------------- | -------------------------------------------------------------------------------- | -------------------------------------------------------------------------------------- | --------------------------------------------------------------------------------------- |
| 50 м вільним стилем             | Том Джеґер (USA) 22.16CR                                                         | Метт Бйонді (USA) 22.26                                                                | Геннадій Пригода (URS) 22.62                                                            |
| 100 м вільним стилем            | Метт Бйонді (USA) 49.18                                                          | Томмі Вернер (SWE) 49.63                                                               | Джорджо Ламберті (ITA) 49.82                                                            |
| 200 м вільним стилем            | Джорджо Ламберті (ITA) 1:47.27CR                                                 | Штеффен Цеснер (GER) 1:48.28                                                           | Артур Войдат (POL) 1:48.70                                                              |
| 400 м вільним стилем            | Єрґ Гоффманн (GER) 3:48.04CR                                                     | Штефан Пфайффер (GER) 3:48.86                                                          | Артур Войдат (POL) 3:49.67                                                              |
| 1500 м вільним стилем           | Єрґ Гоффманн (GER) 14:50.36WR                                                    | Кірен Перкінс (AUS) 14:50.58                                                           | Штефан Пфайффер (GER) 14:59.34                                                          |
| 100 м на спині                  | Джефф Раус (USA) 55.23CR                                                         | Марк Тьюксбері (CAN) 55.29                                                             | Мартін Лопес (ESP) 55.61                                                                |
| 200 м на спині                  | Мартін Лопес (ESP) 1:59.52                                                       | Стефано Баттістеллі (ITA) 1:59.98                                                      | Володимир Сельков (URS) 2:00.33                                                         |
| 100 м брасом                    | Норберт Рожа (HUN) 1:01.45WR                                                     | Адріан Мургаус (GBR) 1:01.58                                                           | Джанні Мінервіні (ITA) 1:01.74                                                          |
| 200 м брасом                    | Майк Берровмен (USA) 2:11.23WR                                                   | Норберт Рожа (HUN) 2:12.03                                                             | Нік Джиллінгем (GBR) 2:13.12                                                            |
| 100 м батерфляєм                | Ентоні Несті (SUR) 53.29CR                                                       | Міхаель Ґрос (GER) 53.31                                                               | Владислав Куликов (URS) 53.74                                                           |
| 200 м батерфляєм                | Мелвін Стюарт (USA) 1:55.69WR                                                    | Міхаель Ґрос (GER) 1:56.78                                                             | Тамаш Дарньї (HUN) 1:58.25                                                              |
| 200 м комплексом                | Тамаш Дарньї (HUN) 1:59.36WR                                                     | Ерік Намеснік (USA) 2:01.87                                                            | Хрістіан Ґеснер (GER) 2:02.36                                                           |
| 400 м комплексом                | Тамаш Дарньї (HUN) 4:12.36WR                                                     | Ерік Намеснік (USA) 4:15.21                                                            | Стефано Баттістеллі (ITA) 4:16.50                                                       |
| Естафета 4×100 м вільним стилем | США (USA) Том Джеґер Брент Ланґ Даґ Джертсен Метт Бйонді 3:17.15CR               | Німеччина (GER) Петер Зітт Дірк Ріхтер Штеффен Цеснер Бенґт Цікарскі 3:18.88           | СРСР (URS) Геннадій Пригода Юрій Башкатов Веніамін Таянович Володимир Ткаченко 3:18.97  |
| Естафета 4×200 м вільним стилем | Німеччина (GER) Петер Зітт Штеффен Цеснер Штефан Пфайффер Міхаель Ґрос 7:13.50CR | США (USA) Трой Делбі Мелвін Стюарт Ден Йорґенсен Даґ Джертсен 7:14.87                  | Італія (ITA) Емануеле Ідіні Роберто Глерія Стефано Баттістеллі Джорджо Ламберті 7:17.18 |
| Естафета 4×100 м комплексом     | США (USA) Джефф Раус Ерік Вандерліх Марк Гендерсон Метт Бйонді 3:39.66CR         | СРСР (URS) Володимир Шеметов Дмитро Волков Владислав Куликов Веніамін Таянович 3:40.41 | Німеччина (GER) Франк Гоффмайтер Хрістіан Посвят Міхаель Ґрос Дірк Ріхтер 3:42.13       |

Легенда: WR – Світовий рекорд; CR – Рекорд чемпіонатів світу

### Жінки
| Дисципліна                      | Золото                                                                                | Срібло                                                                             | Бронза                                                                           |
| ------------------------------- | ------------------------------------------------------------------------------------- | ---------------------------------------------------------------------------------- | -------------------------------------------------------------------------------- |
| 50 м вільним стилем             | Чжуан Юн (CHN) 25.47                                                                  | Лей Енн Феттер (USA) Катрін Плевінскі (FRA) 25.50                                  |                                                                                  |
| 100 м вільним стилем            | Нікол Гейслетт (USA) 55.17                                                            | Катрін Плевінскі (FRA) 55.31                                                       | Чжуан Юн (CHN) 55.65                                                             |
| 200 м вільним стилем            | Гейлі Льюїс (AUS) 2:00.48                                                             | Дженет Еванс (USA) 2:00.67                                                         | Метте Якобсен (DEN) 2:00.93                                                      |
| 400 м вільним стилем            | Дженет Еванс (USA) 4:08.63                                                            | Гейлі Льюїс (AUS) 4:09.40                                                          | Судзу Тіба (JPN) 4:11.44                                                         |
| 800 м вільним стилем            | Дженет Еванс (USA) 8:24.05CR                                                          | Ґріт Мюллер (GER) 8:30.20                                                          | Яна Генке (GER) 8:30.31                                                          |
| 100 м на спині                  | Крістіна Егерсегі (HUN) 1:01.78                                                       | Тюнде Сабо (HUN) 1:01.98                                                           | Джейні Ваґстафф (USA) 1:02.17                                                    |
| 200 м на спині                  | Крістіна Егерсегі (HUN) 2:09.15CR                                                     | Даґмар Газе (GER) 2:12.01                                                          | Джейні Ваґстафф (USA) 2:13.14                                                    |
| 100 м брасом                    | Лінлі Фрейм (AUS) 1:08.81                                                             | Яна Дерріс (GER) 1:09.35                                                           | Олена Волкова (URS) 1:09.66                                                      |
| 200 м брасом                    | Олена Волкова (URS) 2:29.53                                                           | Лінлі Фрейм (AUS) 2:30.02                                                          | Яна Дерріс (GER) 2:30.14                                                         |
| 100 м батерфляєм                | Цянь Хун (CHN) 59.68                                                                  | Ван Сяохун (CHN) 59.81                                                             | Катрін Плевінскі (FRA) 59.88                                                     |
| 200 м батерфляєм                | Саммер Сендерс (USA) 2:09.24                                                          | Ріе Сіто (JPN) 2:11.06                                                             | Гейлі Льюїс (AUS) 2:11.09                                                        |
| 200 м комплексом                | Лінь Лі (CHN) 2:13.40                                                                 | Саммер Сендерс (USA) 2:14.06                                                       | Даніела Гунґер (GER) 2:16.16                                                     |
| 400 м комплексом                | Лінь Лі (CHN) 4:41.45                                                                 | Гейлі Льюїс (AUS) 4:41.46                                                          | Саммер Сендерс (USA) 4:43.41                                                     |
| Естафета 4×100 м вільним стилем | США (USA) Нікол Гейслетт Джулі Купер Вітні Геджпет Дженні Томпсон 3:43.26             | Німеччина (GER) Зімоне Озіґус Керстін Кільґас Карін Зайк Мануела Штельмах 3:44.37  | Нідерланди (NED) Мілдред Мейс Інге де Бройн Маріанне Мейс Карін Брінессе 3:45.05 |
| Естафета 4×200 м вільним стилем | Німеччина (GER) Керстін Кільґас Мануела Штельмах Даґмар Газе Штефані Ортвіґ 8:02.56   | Нідерланди (NED) Маріанне Мейс Манон Массерс Мілдред Мейс Карін Брінессе 8:05.97   | Данія (DEN) Ґітта Єнсен Беріт Пуґґаард Аннетте Поульсен Метте Якобсен 8:07.20    |
| Естафета 4×100 м комплексом     | США (USA) Джейні Ваґстафф Трейсі Макфарлен Кріссі Аменн-Лейтон Нікол Гейслетт 4:06.51 | Австралія (AUS) Нікол Лівінґстон Лінлі Фрейм Сьюзі О'Нілл Карен ван Вірдум 4:08.04 | Німеччина (GER) Свеня Шліхт Яна Дерріс Зузанне Мюллер Мануела Штельмах 4:10.50   |

Легенда: WR – Світовий рекорд; CR – Рекорд чемпіонатів світу